# قرار مجلس الأمن التابع للأمم المتحدة رقم 349
قرار مجلس الأمن التابع للأمم المتحدة رقم 349، الذي اعتمد في 29 مايو 1974، بعد التأكيد على القرارات السابقة بشأن هذا الموضوع، ومشيرا إلى التطورات المشجعة الأخيرة، مدد المجلس ولاية قوة الأمم المتحدة في قبرص لفترة أخرى تنتهي في 15 ديسمبر 1974. كما دعا المجلس الأطراف المعنية مباشرة إلى مواصلة العمل بأقصى درجات ضبط النفس والتعاون الكامل مع قوة حفظ السلام.
وقد اعتمد القرار بأغلبية 14 صوتاً، مع اممتناع واحد من الصين.